# 5-Hydroxymethyluracil
5-Hydroxymethyluracil ist eine heterocyclische organische Verbindung mit einem Pyrimidingrundgerüst. Es ist ein Derivat der Nukleinbase Uracil mit einer zusätzlichen Hydroxymethylgruppe in Position 5.